# Иванютина, Тамара Антоновна
Тама́ра Анто́новна Иваню́тина (укр. Тамара Антонівна Іванютіна, 1941, Тула, Тульская область, РСФСР, СССР — 6 декабря 1990, Лукьяновская тюрьма, Киев, Киевская область, УССР, СССР) — советская серийная убийца-отравительница, главная фигурантка резонансного уголовного дела конца 1980-х годов, расследовавшегося в Киеве. Стала одной из трёх женщин, казнёных в СССР после 1960 года (наравне с Антониной Макаровой (1979), казнённой за участие в массовых расстрелах мирных жителей и партизан в период Великой Отечественной войны, и спекулянткой Бертой Бородкиной (1987)).

## Биография

### Работа и семья
Тамара Иванютина (в девичестве Масленко) родилась в многодетной семье (одна из шестерых детей), в которой родители всегда внушали детям, что главное в жизни — материальная обеспеченность. Её точная дата рождения неизвестна. Судебно-психиатрическая экспертиза, признав её вменяемой, отметила такие особенности психики, как завышенная самооценка, мстительность и обидчивость. Учитель химии Виктор Стадник, пострадавший от действий Иванютиной, отмечал такие черты её характера, как настырность и наглость, а также грубость и недисциплинированность.
В сентябре 1986 года Иванютина устроилась работать посудомойкой в школу № 16. В процессе расследования дела об отравлениях выяснилось, что ранее она была судима за спекуляцию, а на работу в школу устроилась по поддельной трудовой книжке.

### Убийства
17 и 18 марта 1987 года сразу 13 человек (3 ученика и 10 работников школы № 16 Минского района города Киева) оказались в больнице с признаками пищевого отравления. Двое детей (Сергей Панибрат и Андрей Кузьменко) и двое взрослых скончались практически сразу, остальные 9 человек находились в реанимации. Сначала врачи подозревали вспышку гриппа либо кишечную инфекцию, но некоторое время спустя у пострадавших начали выпадать волосы, что нехарактерно для подобных заболеваний.
По фактам отравлений и смертей было возбуждено уголовное дело и создана следственная группа. Следствие, допросив оставшихся в живых потерпевших, установило, что все они начали чувствовать недомогание после того, как в день накануне (16 марта 1987 года) пообедали в школьной столовой гречневым супом и жареной печенью. Возник вопрос, контролируется ли кем-либо качество еды в школьной столовой, и выяснилось, что отвечавшая за это медицинская сестра-диетолог Наталья Кухаренко (по другим данным — Кукаренко) умерла за две недели до массового отравления; по официальным данным — от сердечно-сосудистого заболевания. Обстоятельства смерти Кухаренко вызвали у следствия сомнения, из-за чего было принято решение об эксгумации её тела. В результате соответствующих исследований в тканях трупа Кухаренко были найдены следы обладающего крайней токсичностью химического элемента таллия. После этого были проведены обыски у всех лиц, имевших отношение к школьному пищеблоку, в том числе и в доме Тамары Иванютиной, работавшей посудомойкой в столовой школы.
При обыске в доме Иванютиной была обнаружена «небольшая, но очень тяжёлая баночка», заинтересовавшая оперативников и следователей, а потому изъятая и отданная на экспертизу. Лабораторное исследование показало, что в ней находится так называемая жидкость Клеричи — высокотоксичный раствор на основе таллия, применяющийся в некоторых отраслях геологии.
Иванютина была арестована и призналась в совершении отравления в школьной столовой 16 марта 1987 года, заявив, что хотела наказать обедавших в столовой шестиклассников за то, что они отказались расставлять столы и стулья. Позже она заявила, что явка с повинной была сделана ею под давлением следствия, и отказалась давать какие-либо показания.

### Следствие
Дальнейшее расследование «Дела Иванютиной — Масленко — Мациборы» (укр. Справа Іванютиної — Масленків — Мацибори) показало, что Тамара Иванютина и члены её семьи (сестра Нина Антоновна Мацибора и родители — Антон Митрофанович Масленко и Мария Фёдоровна Масленко) неоднократно получали жидкость Клеричи от знакомой, работавшей в геологическом институте, объясняя ей, что вещество им необходимо для уничтожения крыс. Женщина призналась, что за 15 лет не менее 9 раз передавала порции жидкости Иванютиной, её сестре и родителям. Возможно, что в течение первых четырёх лет они действительно травили только крыс, но, как было установлено следствием, в течение последующих одиннадцати (то есть с 1976 года) лет они использовали жидкость Клеричи для совершения отравлений людей и домашних животных; отравления совершались как с корыстными целями, так и просто из чувства личной неприязни.
Первой жертвой Тамары Иванютиной стал её первый муж (водитель-дальнобойщик), которого она отравила, чтобы стать единоличной хозяйкой его квартиры. После того как мужчина скончался, она вышла замуж во второй раз и в новом браке отравила свёкра и свекровь (они умерли с интервалом в два дня) и небольшими порциями яда травила второго мужа Олега Иванютина (целью было завладение принадлежавшим родителям мужа домом с земельным участком).
По версии следствия, Иванютина устроилась посудомойкой для того, чтобы получить доступ к продуктам и пищевым отходам, поскольку она держала большое хозяйство: 10 свиней и 150 кур. За время работы в столовой Иванютина отравила (помимо уже описанных выше эпизодов) школьного парторга Екатерину Арсентьевну Щербань (скончалась) и учителя химии Виктора Стадника (выжил), которые препятствовали ей в хищении продуктов из столовой, а также двух учеников первого и пятого классов (выжили) за то, что они попросили её отдать им для их домашних животных остатки котлет, которые нужны были ей самой.
Следствием было установлено, что младшая сестра Иванютиной, Нина Мацибора, используя ту же жидкость Клеричи, отравила своего пожилого мужа и завладела его киевской квартирой. Многочисленные отравления совершали и родители Иванютиной — супруги Масленко: в частности, посредством отравлений ими были убиты сосед по коммунальной квартире (громко включал телевизор по ночам) и родственница (сделала им замечание по поводу лужи в туалете).
Уже находясь в СИЗО, Мария Масленко так объясняла сокамерницам свою жизненную позицию: «Чтобы добиться желаемого, нужно не жалобы писать, а дружить со всеми, угощать. Но в пищу особенно зловредным добавлять яд». На допросе Тамара Иванютина призналась, что её мечтой было приобретение автомобиля «Волга ГАЗ-24», в ходе расследования она пыталась подкупить следователя, пообещав ему «много золота». География преступной деятельности семейства не ограничивалась Украиной; доказано, что некоторые преступления были совершены ими и в РСФСР: в частности, Антон Масленко, находясь в Туле, отравил там свою родственницу, подмешав ей яд в самогон. Также члены семьи травили и соседских домашних животных.

### Суд
Перед судом предстали 45-летняя Тамара Антоновна Иванютина, её 42-летняя младшая сестра Нина Антоновна Мацибора, а также их родители — 79-летний Антон Митрофанович Масленко и 77-летняя Мария Фёдоровна Масленко. Им были предъявлены обвинения в совершении многочисленных отравлений, в том числе с летальным исходом. Следствием и судом было установлено, что семья Иванютиной — Мациборы — Масленко на протяжении 11 лет в корыстных интересах, а также по мотивам личной неприязни, совершала многочисленные убийства и покушения на убийства различных лиц посредством отравления их так называемой «жидкостью Клеричи» — высокотоксичным раствором на основе соединений таллия.
По данным заместителя председателя Конституционного суда Украины Сергея Винокурова, работавшего в период расследования дела в должности старшего следователя по особо важным делам в городской прокуратуре Киева, эпизоды, доказанные следствием в рамках расследования дела, относятся к первым случаям использования таллия для отравлений, зафиксированным в СССР. Всего было доказано 40 эпизодов отравления, совершённых этим семейством, 13 из них — со смертельным исходом. При этом наибольшее число летальных отравлений (9) и покушений на убийство (20) было совершено лично Тамарой Иванютиной. Судебный процесс продолжался около года; Иванютина в своём последнем слове вины в инкриминируемых ей деяниях не признала и отказалась просить прощения у родственников своих жертв. Все подсудимые были признаны виновными в убийствах и покушениях на убийство, совершённых посредством отравлений.

### Приговор
Тамара Иванютина была приговорена к исключительной мере наказания — смертной казни посредством расстрела, остальные фигуранты дела к различным срокам лишения свободы: Нина Мацибора — к 15 годам (вышла на свободу в 2002 году, дальнейшая судьба неизвестна), а отец и мать — к 10 и 13 годам соответственно (оба умерли в заключении). Отказавшись признавать свою вину и раскаиваться в содеянном, Тамара Иванютина пояснила на суде, что у неё «не то воспитание».
Смертный приговор Тамаре Иванютиной был приведён в исполнение 6 декабря 1990 года, так как она подавала апелляцию. Это был последний из трёх достоверно подтверждённых случаев применения смертной казни к женщине в СССР в послевоенную эпоху.
В украинском образовании дело Иванютиной включается в учебные методические материалы по уголовному процессу.